# Orna Barbivai
Orna Barbivai, in israeliano: אוֹרְנָה בַּרְבִּיבַאי (Ramla, 5 settembre 1962), è una generale e politica israeliana, ministro dell'Economia dal 2021 al 2022 e maggiore generale in pensione delle Forze di Difesa israeliane. È stata la prima donna ad essere nominata maggiore generale, il secondo grado più alto dell'IDF. È entrata in politica nel 2019 ottenendo un seggio alla Knesset nella lista di Yesh Atid, che ha vinto come parte della lista Blue e Bianco.

## Biografia
Cresciuta in una famiglia di otto figli ad Afula, Israele, Barbivai è la figlia di Tzila, un immigrato ebreo dall'Iraq, e Eli Shochetman, immigrata ebrea dalla Romania. È stata arruolata nelle IDF nel 1981 e ha trascorso tutta la sua carriera come ufficiale presso la Manpower Directorate. Barbivai ha conseguito una laurea in scienze sociali e umanistiche presso la Ben Gurion University e un master in amministrazione aziendale presso l'Università di Haifa. È anche laureata al corso di amministrazione "Turn-point" per alti funzionari militari.

### Carriera militare
Barbivai fu la prima donna a ottenere nelle IDF ruoli come Chief Adjutant Officer di un Comando, Chief Adjutant Officer, Head of the Ground Forces' manpower section e Head of the Individuals' Sector nella Manpower Directorate.
Il 26 maggio 2011, il ministro della Difesa israeliano Ehud Barak ha approvato la sua nomina a capo del Dipartimento della Manodopera delle IDF, sostituendo il maggior generale Avi Zamir. La promozione di Barbivai al rango di maggior generale è stata elogiata dal leader dell'opposizione israeliana Tzipi Livni, che ha detto: "Non c'è rango troppo pesante per le spalle di una donna, e non c'è dubbio che il Brig.-Gen. Barbivai è stata nominata per il suo talento".
Il 23 giugno 2011, Barbivai ha ricevuto i gradi di maggior generale e il comando della Manpower Directorate (AKA) durante una cerimonia ufficiale presso il quartier generale del Capo di Stato Maggiore a Camp Rabin. Nell'ottobre 2014, dopo 33 anni di servizio militare attivo, Barbivai si è ritirata dalle IDF.

### Carriera politica
Nel gennaio 2019, il generale ha annunciato la sua intenzione di entrare in politica, e in seguito si è unita a Yesh Atid, candidandosi alla Knesset nelle prossime elezioni dell'aprile 2019. È la numero dieci nella lista dei candidati della Knesset per il partito "Bianco e Blu", la lista unita del Partito della Resilienza israeliana, Yesh Atide Telem.  Il 30 marzo 2020 M.K. Barbivai ha criticato M.K. Gantz: "Entrare in un governo sotto Netanyahu è andare contro ogni promessa che hai fatto agli elettori, contro ogni promessa che ci hai fatto, contro l'alternativa che abbiamo offerto al pubblico israeliano. Ti sei rotto da solo".

## Vita privata
È sposata con Moshe Barbivai. Tre i figli. Vivono a Tel Aviv.